# Else Schubert-Christaller
Else Schubert-Christaller (geborene Christaller; * 1891 in Berneck; † 1982 in Jugenheim an der Bergstraße) war eine evangelische deutsche Autorin, die sich in ihren Werken mit der jüdischen Religion befasste.

## Leben
Else Christaller wurde als erstes Kind von Helene Christaller, einer in der Folge bekannt gewordenen Schriftstellerin, und von Erdmann Gottreich Christaller, evangelischer Pfarrer und ebenfalls Schriftsteller, in Berneck im Schwarzwald geboren.
Sie begann schon in jungen Jahren zu schreiben und interessierte sich als evangelische Christin auch sehr früh für die jüdische Religion. Sie lernte Hebräisch und machte die Bekanntschaft verschiedener, religiös lebender Juden.
Verheiratet war sie mit dem Maschinenbauingenieur Martin Schubert, mit dem sie drei Kinder hatte. Die Familie lebte in Essen. Dort war sie u. a. mit dem langjährigen Essener Rabbiner Dr. Salomon Samuel (Culm 1867 – 1942 Theresienstadt) und seiner Frau Anna befreundet. Mit den beiden studierte sie regelmäßig die religiösen Schriften des Judentums und veröffentlichte später einfühlsame und verständnisreiche Bücher zum Thema der jüdischen Liturgie und zur aggadischen Tradition.
Ihren evangelischen Glauben praktizierte sie in späteren Lebensjahren nicht mehr, trat aber auch nicht zum Judentum über.

## Werke
- Der Gottesdienst der Synagoge. Sein Aufbau und sein Sinn. Mit ausgewählten Gebeten, Giessen 1927
- In deinen Toren Jerusalem. Jüdische Legenden nacherzählt von Else Schubert-Christaller, Heilbronn 1929